# 전주북초등학교
전주북초등학교는 대한민국 전북특별자치도 전주시 덕진구 호성동1가에 있는 공립 초등학교다.

## 학교 연혁
- 1993년 3월 1일 전주북국민학교 개교(30학급 1,177명)(동신국민학교에서 분리)
- 1993년 3월 19일 개교기념일 제정
- 1996년 3월 1일 전주북초등학교로 개칭
- 1996년 5월 20일 급식 조리실 준공
- 1996년 10월 16일 강당 준공(802m2)
- 2006년 3월 1일 전주만수초등학교(10학급 327명) 분리 이관
- 2006년 11월 10일 도서관 개관
- 2017년 9월 1일 제12대 박명애 교장 부임
- 2020년 2월 13일 제27회 졸업 (총 졸업생 7,412명)
- 2020년 3월 1일 23학급 편성

## 학교 상징
- 우리 학교 꽃 - 철쭉 : 쌍떡잎 식물 합판화근 진달래목 진달래과의 낙엽관목으로 한국. 중국. 우수리등지에 분포한다. 산지에서 주로 서식 하며 크기는 높이 2~5cm정도이다. 어린 가지에 선모가 있으나 점차 없어진다.잎은 어긋나지만 가지 끝에서는 돌려난 것 같이 보이고 가장자리가 밋밋하다. 꽃은 단성화 로 5월에 피고 연분홍색이다.
- 우리 학교 나무 - 소나무 : 소나무라는 말을 들으면 씩씩한 기상과 곧은 절개와 지조등의 이미지가 떠오르는 것은 우리의 소나무가 문화적, 정서적 측면에서도 우리의 깊속한 곳에 자리 하고 있음을 알 수 있다. 약용, 건축용, 난방용등 실용적인 면에서도 우리의 생활과 밀접한 관계를 맺고 있어서 우리의 문화를 '소나무 문화'라 칭하기도 하였다.
- 우리 학교 새 - 비둘기 : 조류 비둘기의 총칭으로 몸에 비해 머리가 작고 목은 가늘다. 부리는 굵고 짧으며 부드럽다. 다리는 짧고 앞으로 3개, 뒤로 1개의 발가락이 있으며 발톱은 짧고 튼튼해 나무나 땅 위의 생활에 알맞다. 몸깃 부드러우나 빠지기 쉽다. 또한 분우(粉羽)의 분해물이 몸깃에 붙어 적에 대한 방어 또는 방수 역할을 한다.

## 참고 자료
- 전주북초등학교 - 한국교육학술정보원 학교알리미